# Velika nagrada Tunisa 1936
Velika nagrada Tunisa 1936 je bila četrta neprvenstvena dirka za Veliko nagrado v sezoni 1936. Odvijala se je 17. maja 1936 v mestu francoskem mestu Kartagina (danes Tunizija) in je bila zadnja dirka za Veliko nagrado Tunisa.

## Poročilo

### Pred dirko
Auto Union je na dirko pripeljal tri dirkalnike s svojo običajno dirkaško zasedbo, Mercedes-Benz pa je poslal le dva dirkalnika za Rudolfa Caracciolo in Louisa Chirona. 

### Dirka
Achille Varzi je dirko začel zanj neobičajno odločno. Iz drugega štartnega mesta je povedel in dirkal zelo napadalno, tako da je uporabljal prav vsak kos steze. V devetem krogu je na štartno-ciljni ravnini pri polni hitrostni njegov dirkalnik nenadoma zajel sunek vetra in dirkalnik je zletel s steze pri 250 km/h. V eni najhujših nesreč v zadnjih letih je njegov dirkalnik večkrat obrnilo in popolnoma uničilo, deli dirkalnika so po nesreči ležali raztreščeni po kaktusovem gozdu. Na veliko presenečenje vseh gledalcev, ki so videli nesrečo, je bil Varzi popolnoma nepoškodovan. Bil je le zelo pretresen, saj je bila to prva resna nesreča v njegovi več ko desetletni karieri. 
Dirkalnik Bernda Rosemeyerja se je tako kot na njegovi zadnji dirki za Veliko nagrado Tripolija vnel, le da je bil tokrat popolnoma uničen. Ker so odstopili tudi tretji Auto Unionov dirkač, Hans Stuck, zaradi okvare motorja, Louis Chiron zaradi okvare črpalke za gorivo in Philippe Étancelin, je imel Rudolf Caracciola prosto pot do zmago, klub slabi vodljivosti Mercedesovega dirkalnika. Zmagal je s prednostjo dveh krogov pred Ferrarijevim dirkačem, Carlom Pintacudo, tovarniškim dirkačem Bugattija, Jean-Pierrom Wimillom, in Raymondom Sommerjem, ki je bil s petimi krogi zaostanka zadnji uvrščeni dirkač. 

## Rezultati

### Dirka
| Poz | Št | Dirkač                      | Moštvo                     | Dirkalnik          | Krogi | Čas/Odstop        | Št. m. |
| --- | -- | --------------------------- | -------------------------- | ------------------ | ----- | ----------------- | ------ |
| 1   | 10 | Rudolf Caracciola           | Daimler-Benz AG            | Mercedes-Benz W25K | 30    | 2:22:44,6         | 3      |
| 2   | 16 | Carlo Pintacuda             | Scuderia Ferrari           | Alfa Romeo 8C-35   | 28    | +2 kroga          | 7      |
| 3   | 24 | Jean-Pierre Wimille         | Automobiles Ettore Bugatti | Bugatti T59        | 28    | +2 kroga          | 9      |
| 4   | 8  | Raymond Sommer              | Privatnik                  | Alfa Romeo P3      | 25    | +5 krogov         | 11     |
| Ods | 6  | Bernd Rosemeyer             | Auto Union                 | Auto Union C       | 23    | Ogenj             | 1      |
| Ods | 12 | Louis Chiron                | Daimler-Benz AG            | Mercedes-Benz W25K | 10    | Črpalka za gorivo | 5      |
| Ods | 2  | Achille Varzi               | Auto Union                 | Auto Union C       | 9     | Trčenje           | 2      |
| Ods | 20 | Philippe Étancelin          | Privatnik                  | Maserati V8RI      | 8     |                   | 8      |
| Ods | 14 | Antonio Brivio              | Scuderia Ferrari           | Alfa Romeo 12C-36  | 8     | Ogenj             | 6      |
| Ods | 4  | Hans Stuck                  | Auto Union                 | Auto Union C       | 5     | Motor             | 4      |
| Ods | 22 | José María de Villapadierna | Privatnik                  | Alfa Romeo P3      | 2     | Ogenj             | 10     |
| DNS | ?  | Raymond Mays                | Privatnik                  | ERA                |       |                   |        |
| DNA | 18 | Giuseppe Farina             | Scuderia Ferrari           | Alfa Romeo 8C-35   |       |                   |        |